# ديستليوجي
الديستليوجيا (بالإنجليزية: Dysteleology)‏ هي وجهة نظر فلسفية مفادها أن الوجود ليس له غاية نهائية؛ ولا يوجد سبب نهائي من التصميم الهادف.
ابتكر إرنست هيكل (1834-1919) مصطلح الديستليوجيا ونشره (بالألمانية: Dysteleologie).